# Foradada
Foradada är en kommun i Spanien.   Den ligger i provinsen Província de Lleida och regionen Katalonien, i den östra delen av landet, 400 km öster om huvudstaden Madrid. Antalet invånare är 184. Arean är 28,6 kvadratkilometer. Foradada gränsar till Alòs de Balaguer, Agramunt, Artesa de Segre, Preixens, Montgai och Cubells. 
Terrängen i Foradada är platt åt sydost, men åt nordväst är den kuperad.